# Lemme de Quillen
En algèbre, le lemme de Quillen stipule qu'un endomorphisme d'un module simple sur l'algèbre enveloppante d'une algèbre de Lie de dimension finie sur un corps {\displaystyle {\mathfrak {k}}} est algébrique sur {\displaystyle {\mathfrak {k}}}. Contrairement à une version du lemme de Schur due à Dixmier, il n'est pas nécessaire que {\displaystyle {\mathfrak {k}}} soit indénombrable. La courte preuve originale de Quillen utilise la planéité générique.